# Лонг-Айленд (коктейль)
Ло́нг-А́йленд айс ти (англ. Long Island Iced Tea) — коктейль на основе водки, джина, текилы и рома. Кроме того, в состав коктейля обычно входит трипл-сек (либо Куантро), кола (или холодный чай) и так далее. «Лонг-Айленд» — один из самых крепких коктейлей, содержит приблизительно 22 градуса. Классифицируется как лонг дринк. Входит в число официальных коктейлей Международной ассоциации барменов (IBA), категория «Современная классика» (англ. Contemporary classics).
Несмотря на свое название, коктейль обычно не содержит холодного чая, а назван так за то, что имеет тот же янтарный оттенок, что и чай.

## История
Существует две разные истории происхождения коктейля: одна из Теннесси, а другая — из Лонг-Айленда, Нью-Йорк.
Роберт Батт утверждает, что изобрел коктейль для заявки на участие в конкурсе на создание нового напитка с трипл-сек в 1972 году, когда он работал в отеле Oak Beach Inn на Лонг-Айленде, Нью-Йорк.
Утверждается, что немного иной напиток был изобретен в 1920-х годах во время сухого закона в США «Стариком» Бишопом в местной общине под названием Лонг-Айленд в Кингспорте, Теннесси. Затем напиток был усовершенствован Рэнсомом Бишопом, сыном «Старика», путем добавления колы, лимона и лайма. Версия «Старика» включала виски, кленовый сироп, разное количество пяти разных ликеров и не содержала трипл-сека.

## Состав
Рецепт коктейля по IBA:
- 15 мл водки,
- 15 мл джина,
- 15 мл светлого рома,
- 15 мл текилы,
- 15 мл triple sec,
- 20 мл сахарного сиропа,
- 30 мл сока лимона,
- один всплеск колы.

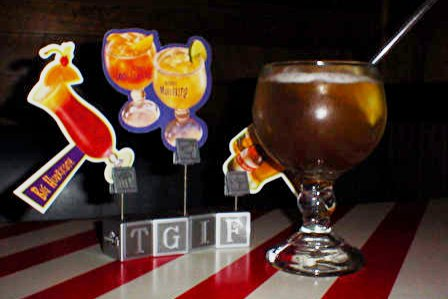
Коктейль «Лонг-Айленд айс ти»

Все ингредиенты размешиваются в бокале хайбол, наполненном льдом.

## Вариации
Популярность Лонг-Айленда привела к появлению собственного семейства хайболлов. Примером вариации на Лонг-Айленде является Grateful Dead (также известный как Purple Rain или Black Superman), в котором используется тот же микс, что и на Long Island, но Triple Sec заменен шотом Chambord и кола заменена лимонно-лаймовой содовой. Adios Motherfucker считается вариацией чая со льдом Лонг-Айленда с голубым кюрасао, заменяющим Triple Sec, и лимонно-лаймовой содовой, заменяющей колу; он имеет характерный синий цвет. Если заменить колу клюквенным соком, получится Long Beach Iced Tea, имеющий красноватый цвет.